# Schneide (Antarktika)
Die Schneide (norwegisch Madsensåta; russisch Гора Контактная Gora Kontaktnaja, deutsch ‚Kontaktberg‘) ist ein Berg im ostantarktischen Königin-Maud-Land. Er ragt im nördlichen Teil der Östlichen Petermannkette im Wohlthatmassiv auf.
Entdeckt und deskriptiv benannt wurde der Berg bei der Deutschen Antarktischen Expedition 1938/39 unter der Leitung des Polarforschers Alfred Ritscher. Namensgeber für die norwegische Bezeichnung ist Jan Per Madsen, Meteorologe bei der Dritten Norwegischen Antarktisexpedition (1956–1960), die gleichfalls in diesem Gebiet tätig war.